# بلدية إيستانكيا
بلدية إيستانكيا هي بلدية في البرازيل، تتبع سيرجيبي، بلغ عدد سكانها 64٬409  نسمة، في 2010، تبلغ مساحتها 644٫083 كيلومتر مربع، رمزها البريدي هو 49.200-000 a 49.200-999.

## أعلام
- ديوغو
- جبريل دينيز